# Xuân Phương, Sông Cầu
Xuân Phương là một xã thuộc thị xã Sông Cầu, tỉnh Phú Yên, Việt Nam.

## Địa lý
Xã Xuân Phương có vị trí địa lý:
- Phía đông giáp xã Xuân Thịnh
- Phía tây giáp xã Xuân Lâm
- Phía nam giáp phường Xuân Yên và Vịnh Xuân Đài
- Phía bắc giáp xã Xuân Bình và xã Xuân Cảnh.

Xã Xuân Phương có diện tích 45,34 km², dân số năm 2023 là 10.550 người, mật độ dân số đạt 232 người/km².

## Hành chính
Xã Xuân Phương được chia thành 5 thôn: Dân Phú 1, Dân Phú 2, Lệ Uyên, Phú Mỹ, Trung Trinh.

## Lịch sử
Ngày 30 tháng 9 năm 1981, Hội đồng Bộ trưởng ban hành Quyết định số 100-HĐBT về việc thành lập xã Xuân Phương thuộc huyện Đồng Xuân trên cơ sở tách các thôn: Lê Uyên, Trung Trinh của thị trấn Sông Cầu và các thôn: Dân Phú I, Dân Phú II, Phú Mỹ của xã Xuân Thịnh.
Ngày 27 tháng 6 năm 1985, Hội đồng Bộ trưởng ban hành Quyết định số 189-HĐBT về việc thành lập huyện Sông Cầu thuộc tỉnh Phú Khánh trên cơ sở một phần của huyện Đồng Xuân. Xã Xuân Phương trực thuộc huyện Sông Cầu.
Ngày 27 tháng 8 năm 2009, Chính phủ ban hành Nghị quyết số 42/NQ-CP về việc:
- Thành lập thành thị xã Sông Cầu thuộc tỉnh Phú Yên trên cơ sở toàn bộ huyện Sông Cầu.
- Thành lập phường Xuân Yên trên cơ sở điều chỉnh 229,34 ha diện tích tự nhiên và 668 người của xã Xuân Phương.
- Xã Xuân Phương trực thuộc thị xã Sông Cầu.

Sau khi điều chỉnh địa giới hành chính, xã Xuân Phương còn lại 4.491,32 ha diện tích tự nhiên và 7.804 người.